# Campo Ocidental de Gizé

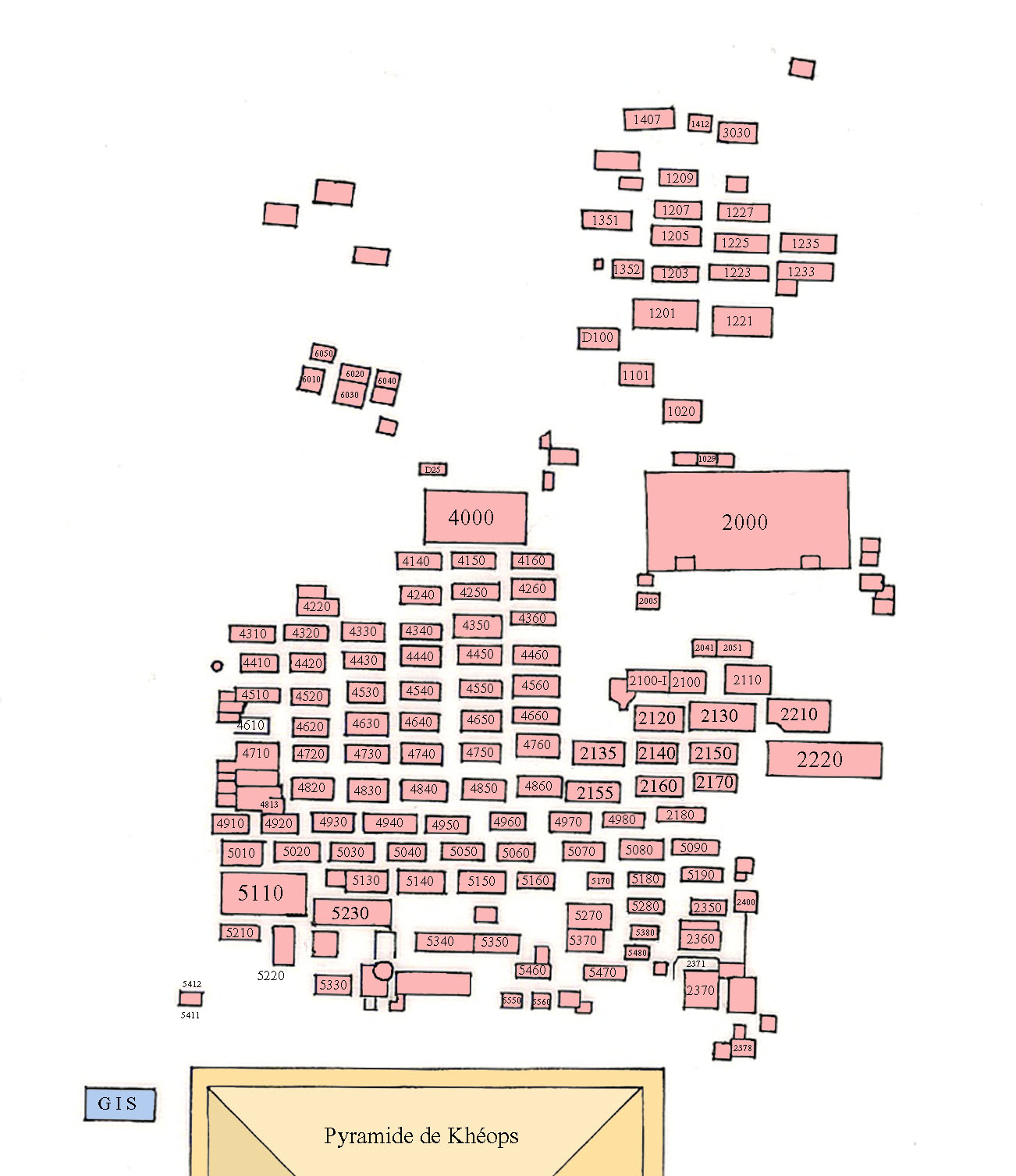

O Campo Ocidental de Gizé está localizado a oeste da pirâmide de Quéops. Ele é dividido em áreas menores, como os cemitérios referidos pelas escavações Abu Bakr (1949-50, 1950-1,1952 e 1953), e vários cemitérios nomeados com base nos diversos mastabas da região.